# L'Amistat

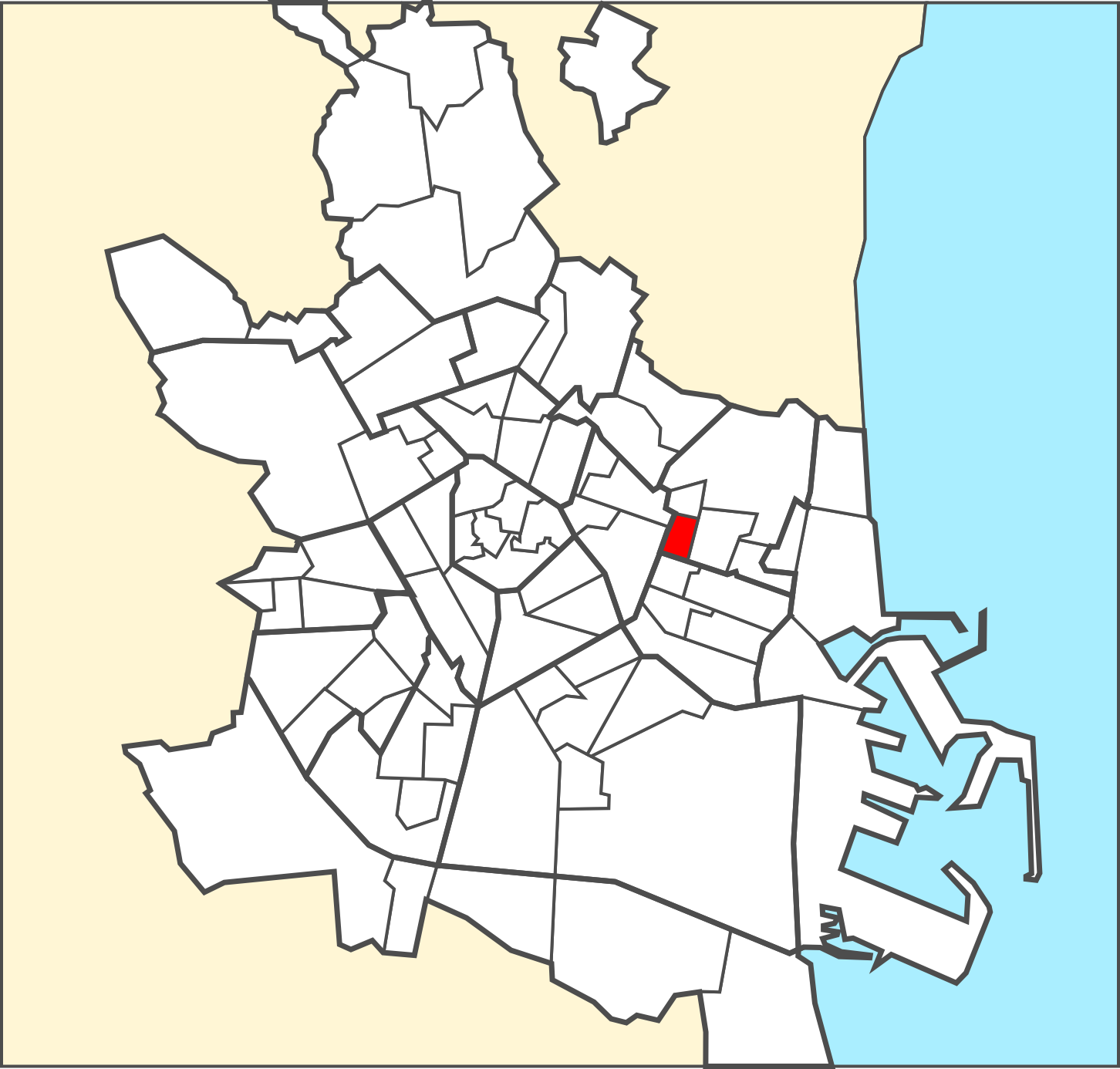
Situación del barrio de L'Amistat en Valencia.

L'Amistat (en español La Amistad) es un barrio de la ciudad de Valencia (España), perteneciente al distrito de Algirós.
Está situado al este de la ciudad y limita al norte con La Bega Baixa, al este con Ciudad Jardín, al sur con Albors y al oeste con Mestalla (barrio) y Ciudad Universitaria. Su población en 2022 era de 7.014 habitantes.
Debe su nombre a que antaño allí residían los trabajadores ferroviarios de la estación de Aragón y tenían muy buena relación entre ellos; de ahí "Amistat".
Cuenta con un colegio, una moderna y amplia biblioteca, centro de mayores, ambulatorio, varios parques y abundante arbolado. Es un barrio bien comunicado, tiene parada de metro propia (Amistad-Casa de Salud), un gran número de líneas de autobús y delimita con el hospital privado de "La Salud". Se trata de una zona residencial con abundantes comercios y servicios.

## Transportes
Dispone de la estación de MetroValencia Amistad-Casa de la Salut.
Las líneas de autobuses de Empresa_Municipal_de_Transportes_de_Valencia que dan servicio al barrio son las líneas 30, 31, 71, 81 i N1 por la Avenida de Blasco Ibáñez, 18, 89, 90, N89 i N90 por la Avenida de Cardenal Benlloch, 30 y 40 por la Avenida del Doctor Manuel Candela, y la 32 por la Calle Justo y Pastor.